# Grieves

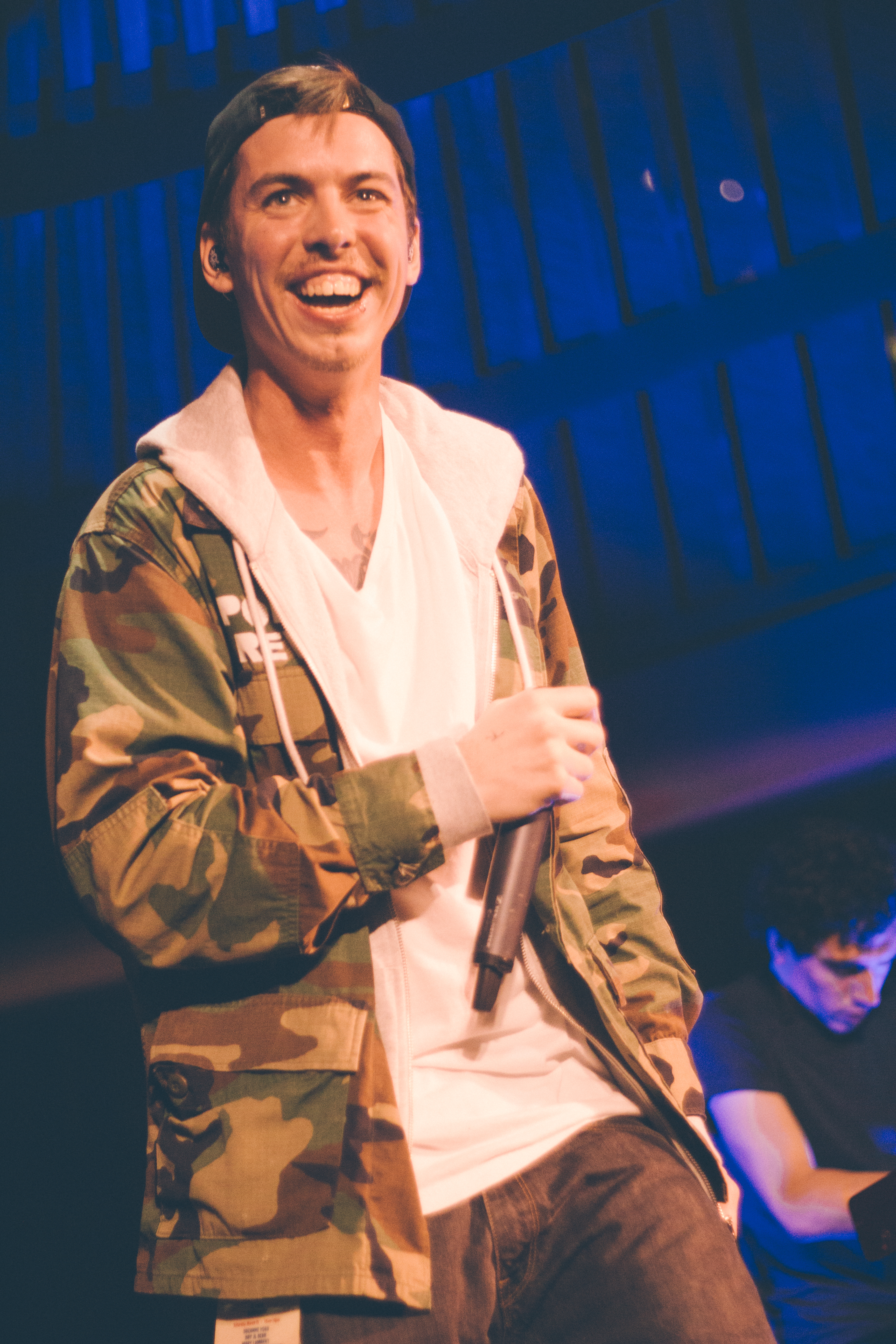
Grieves (2014)

Grieves (engelska för 'sörjer') är en amerikansk hiphop-artist bosatt i Seattle, kopplad till skivbolaget Rhymesayers Entertainment. Grieves musik brukar beskrivas som dyster och melankolisk, och hans emotionella texter skiljer sig från mycket annan hiphop varför hans musik ibland kategoriseras som alternativ hiphop.
Grieves släppte sitt första album Irreversible 2007. År 2008 började han samarbeta med producenten Budo och senare samma år släpptes albumet 88 Keys & Counting. Sen dess har han släppt ytterligare tre album, The Confessions of Mr. Modest, Together/Apart och Winter and the Wolves.

## Diskografi
- Irreversible, December 2007
- 88 Keys & Counting, Mars 2008
- The Confessions of Mr. Modest, Mars 2010
- Together/Apart, Juni 2011
- Winter and the Wolves, Mars 2014